# История рабства в мусульманском мире
Традиции рабовладельчества в мусульманском мире развивались на основе традиций доисламской Аравии и порой радикально различались в зависимости от социально-политических факторов, таких как арабская работорговля. По грубым подсчетам ученых, число рабов в мусульманских землях в течение двенадцати веков составляло от 11,5 до 14 млн человек.
Согласно Шариату (исламский закон), дети рабов или военнопленные могли стать рабами, но только если они не были мусульманами. Освобождение рабов считалось способом искупления грехов. Многие новообращенные в ислам, такие как Билал ибн Рабах аль-Хабаши, были ранее бедняками и рабами. Считается, что рабство в исламском праве не зависело от расовой принадлежности или цвета кожи, хотя на практике это не всегда было так.
На протяжении истории ислама рабы выполняли различные социальные и экономические функции, от могущественных эмиров до загнанных рабочих. Ещё в самом начале мусульманской истории рабов использовали в качестве трудовой силы на плантациях, как это делали и в Северной и Южной Америке, но позже такую практику отменили, так как жестокое обращение с рабами привело к разрушительным восстаниям, наиболее известным из которых стало «Восстание зинджей». Рабов широко использовали в орошении, горной промышленности, скотоводстве, но чаще всего — в качестве солдат, охранников и домашних рабочих. Некоторые правители до такой степени полагались на рабов-управляющих и военных, что те иногда были в состоянии захватить власть. Среди чернокожих рабов на одного мужчину приходилось две женщины.
Так как внутренний рост численности рабов был недостаточным, чтобы удовлетворить потребности мусульманского общества, огромное количество рабов-немусульман завозили из других стран, при этом многие из них погибали или испытывали жестокие страдания во время захвата и транспортировки. Арабская работорговля была наиболее активна в Западной Азии, Северной Африке и Юго-Восточной Африке. В начале XX века (после Первой мировой войны) рабовладение постепенно становилось незаконным в мусульманских землях, в значительной степени из-за давления, которое оказывали на них западные страны, такие как Великобритания и Франция. Среди последних государств, отменивших у себя рабство, были Саудовская Аравия и Йемен, где рабовладение было запрещено в 1962 году под давлением Великобритании. В Омане это произошло в 1970 году, а в Мавритании в1905 году, в 1981 и затем ещё раз в августе 2007 года. Тем не менее, рабство, существующее с одобрения ислама, в настоящее время зафиксировано в преимущественно исламских странах Чад, Мавритания, Нигерия, Мали и Судан.

## Рабство в преисламской Аравии
Рабство было широко распространено в доисламской Аравии, а также в остальной части древнего и раннего средневекового мира. Меньшинство составляли белые рабы иностранного происхождения, которых, вероятно, привозили арабские караваны (или их захватывали во время бедуинских набегов), начиная ещё с библейских времен. Коренные арабские рабы также существовали, ярким примером, является Зейд ибн Хариса, который позднее стал приемным сыном Мухаммеда. Популяция рабов увеличивалась за счет детей-отказников, похищений или продажи маленьких детей. Однако то, что порабощение за долги и продажа детей их же семьями было распространённым явлением, всё-таки оспаривается. (А.Бруншвиг утверждает, что это было редкостью, в то время как Джонатан Е.Брокопп считает, что рабство за долги было обычным делом). Свободные люди могли продать свое потомство или даже себя в рабство. Порабощение также было возможно как наказание за некоторые преступления против закона, как, например, в Римской империи.
Существовало два вида рабов: приобретенный раб и раб, который родился в доме хозяина. По отношению к последнему хозяин был полноправным собственником, хотя эти рабы вряд ли продавались или ликвидировались хозяином. Согласно обычаям Ближнего Востока, рабыни были порой вынуждены заниматься проституцией в интересах своих хозяев.
Исторические источники первых годов ислама сообщают, что «рабы немусульманских хозяев … страдали от жестоких наказаний». Сумайя бинт Хайят известна как первая мученица ислама, она была убита копьем Абу Джахль, когда отказалась отречься от своей веры. Абу Бакр освободил Билала, когда его хозяин Умайя ибн Халаф положил тяжелый камень ему на грудь в попытке заставить его отречься.

## Рабство в исламской Аравии

### Роль рабов
Система труда рабов на плантациях, как и та, что позже появится в Америке, образовалась рано, но впоследствии использовалась относительно редко и в конце концов была отменена. Кроме того, потребность в сельскохозяйственной рабочей силе в исламских землях с большим крестьянским населением не была такой острой, как в Северной и Южной Америке. Рабы в исламе, в основном, направлялись в следующие сферы услуг: наложницы и повара, грузчики и солдаты — первоначальной функцией рабства было обслуживание, а не производство. Наиболее яркое доказательство этого можно увидеть в пропорции полов среди чернокожих рабов, которых использовали в исламе на протяжении веков: на каждого мужчину приходилось две женщины. Почти все рабыни занимались домашними работами. В домашние работы входило удовлетворение сексуальных желаний хозяев. Это было законным и наиболее распространенным поводом для их приобретения.
Вербуя варваров из «воинственной расы» в свою имперскую армию, арабы делали то, что и римляне, и китайцы делали за столетия до них. Однако масштабы этой вербовки и роль новобранцев в имперских войсках в случае мусульманских правителей были беспрецедентны. Значительное количество рабов-военных, составляющих преобладающую часть войска, сохранялось почти до средневекового исламского государства.

### Медленный рост населения

#### Ранняя исламская история
У. Монтгомери Уотт указывает, что распространение ислама на Аравийском полуострове снижало количество войн и набегов и, следовательно, ограничивало источники порабощения свободных людей. По словам Патрика Мэннинга, исламское законодательство выступало против злоупотребления рабами, значительно ограничивало возможности порабощения на Аравийском полуострове и в меньшей степени — во всей области халифата Омейядов, где рабство существовало с древнейших времен.
По словам Бернарда Льюиса, естественный рост популяции рабов был недостаточен, чтобы поддерживать их число, в отличие от быстро увеличивавшейся популяции рабов в Новом Свете. Он пишет, что освобождение свободными людьми своих детей, рождённых от рабынь, было основным способом освобождения рабов. Частично этот процесс происходил за счет актов милосердия: освобождение рабов считалось проявлением благочестия. Другими факторами, которые способствовали уменьшению количества рабов, были:
Кастрация: основной долей импортированных мужчин-рабов были евнухи. Леви утверждает, что согласно Корану и исламской традиции, правомерность выхолащивания была спорной. Юристы, такие как Аль-Бадави, считают, что кастрация считалась увечьем, которое необходимо предотвратить. Тем не менее, на практике кастрация была частым явлением. В XIX веке в Мекке большинство евнухов служили в мечетях;
Освобождение военных рабов: военных рабов, которые поднялись по служебной лестнице, как правило, освобождали на каком-то этапе их карьеры;
Ограничения на продолжение рода: среди слуг, домашних рабочих или чернорабочих случайные связи не были разрешены, и браки не поощрялись;
Высокая смертность: наблюдалась высокая смертность среди всех категорий рабов. Рабы, как правило, были выходцами из отдаленных мест, у них не было иммунитета, и они умирали в больших количествах. Рональд Сигал отмечает, что недавно завезенные рабы, ослабленные пленом и изнурительным путешествием, были легкой жертвой перемены климата и инфекций. Дети были особенно подвержены риску, и спрос детей на исламском рынке был намного выше, чем на американском. Многие чернокожие рабы жили в условиях недоедания, благоприятных для болезней, которые отражались на их продолжительности жизни, плодородии женщин и на младенческой смертности. Ещё в XIX веке западные путешественники в Северной Африки и Египте отмечали высокий уровень смертности среди ввозимых чернокожих рабов;
«Восстание зинджей» против условий работы на плантациях в 9 веке на юге Ирака. Опасаясь подобного восстания среди групп рабов, расположенных в других регионах, мусульмане решили, что большие скопления рабов — не подходящая организация труда, и что рабов лучше всего использовать небольшими группами. Таким образом, масштабное использование рабов ручного труда стало скорее исключением, чем нормой, и в средневековый исламский мир не нужно было импортировать огромное количество рабов.

### Арабский рынок рабов
Бернард Льюис пишет: «Один из печальных парадоксов истории человечества — это гуманитарные реформы, пришедшие через ислам, которые привели к развитию работорговли внутри исламской империи и ещё более вне её». Он отмечает, что исламские запреты против порабощения мусульман привели к массовому ввозу рабов извне. По словам Патрика Мэннинга, ислам, определяя и кодифицируя рабство, кажется, сделал больше для того, чтобы способствовать распространению рабства, чем наоборот.
«Арабскую» работорговлю иногда называют «исламской». Бернард Льюис пишет, что «многобожники», и «идолопоклонники» служили источником пополнения армии рабов, которые импортировались в исламский мир и встраивались в исламские отношения, и, так как они не обладали никакой религией, достойной упоминания, являлись «природными» новобранцами ислама. Патрик Мэннинг утверждает, что религия едва ли была смыслом этого обращения в рабство. Кроме того, этот термин предполагает сравнение между исламской работорговлей и христианской. Распространители ислама в Африке часто были осторожны по отношению к прозелитизму, потому что его действие снижало потенциальный резервуар рабов.
Арабская, или исламская, работорговля продолжалась гораздо дольше, чем работорговля американская или европейская: «Это началось в середине седьмого века и продолжается сегодня в Мавритании и Судане. В исламской работорговле мы говорим о 14 веках, а не о четырёх». Кроме того, «в то время как гендерное соотношение рабов в трансатлантической работорговле было двое мужчин на каждую женщину, в исламской торговле, приходились две женщины на каждого мужчину» — согласно Рональду Сигалу.
В XVIII веке северная Африка была во власти арабов берберов: ислам переместился на юг вдоль Нила и караванных путей. Одним из поставщиков рабов была Соломонова династия Эфиопии, которая часто экспортировала нильских рабов из западных приграничных провинций или из вновь завоеванных или отвоеванных мусульманских провинций. Коренные мусульманские эфиопские султаны (правители) также экспортировали рабов, как, например, независимый султан Адал.
В течение долгого времени, до начала XVIII века, Крымское ханство поддерживало массовую работорговлю с Османской империей и на Ближнем Востоке. Между 1530 и 1780 годами насчитывался почти 1 миллион, а возможно, и 1,25 млн белых европейских христиан, порабощенных мусульманами на побережье Барбэри Северной Африки.
Работорговые сообщения были созданы арабами-мусульманами также на побережье Индийского океана. Архипелаг Занзибар вдоль побережья современной Танзании, несомненно, является наиболее известным примером торговых колоний. Юго-Восточная Африка и Индийский океан был важным регионом для восточной работорговли вплоть до XIX века. Ливингстон и Стэнли были тогда первыми европейцами, проникшими вглубь бассейна реки Конго и увидевшими масштабы рабства. После того, как европейцы поселились в Гвинейском заливе, транссахарская работорговля стала менее значительной. На Занзибаре рабовладельчество было отменено поздно — в 1897 году при султане Хамуд бен Мухаммед. Остальная Африка не имела прямого контакта с мусульманскими работорговцами.

#### Роли
Хотя рабы иногда использовались для ручного труда во время арабской работорговли, это было, скорее, исключением, чем нормой. Подавляющее большинство рабочей силы в средневековом исламском мире состояло из свободных работников, чей труд оплачивался. Известны лишь некоторые исключения из этого общего правила — плантации IX века на юге Ирака (что привело к Восстанию зинджей), в 9-м веке в Африке (современный Тунис), а в XI веке в Бахрейне (во время Карматианского государства).

### Восстание
В некоторых случаях рабы присоединялись к повстанцам или даже сами организовывали восстания против правителей. Самым известным из этих восстаний было «Восстание зинджей». Оно произошло около города Басра, расположенного на юге Ирака, и продолжалось в течение 15 лет (869—883 гг. н. э.) В восстании участвовало более 500000 рабов, завезенных из всей мусульманской империи и заявлявших о себе как «десятки тысяч жителей в нижнем Ираке». Восстание, как говорят источники, проходило во главе с Али ибн Мухаммедом, который утверждал, что является потомком халифа Али ибн Абу Талиба. Некоторые историки, такие как Аль-Табари и Аль-Масуди, называли этот бунт одним из «самых жестоких и зверских восстаний» из многих выступлений, направленных против центрального правительства Аббасидов.

### Политическая сила
Мамлюки были подчиненными солдатами, которые обратились в ислам и служили мусульманским халифам и султанам Айюбидам в Средние века. Со временем они стали мощной военной кастой, часто побеждали крестоносцев и не раз захыватывали власть, например, правили Египтом (Мамлюкский султанат, 1250—1517 гг.).

## Рабство в Османской империи
Рабовладельчество в Османской империи был законным и являлось важной частью экономики и общества, пока в начале XIX века не было запрещено порабощение кавказцев, хотя рабы из других групп населения по-прежнему были разрешены. В Константинополе (ныне Стамбул), административном и политическом центре империи, в 1609 году примерно пятая часть населения состояла из рабов. Даже после принятия мер по отмене рабства в конце XIX века его практика в значительной степени продолжалась вплоть до начала XX века. Ещё в 1908 году в Османской империи по-прежнему продавались рабыни. Сексуальное рабство было центральной частью Османского рабовладельческого строя на протяжении всей истории института.
Представитель османских рабов (они назывались «кул» по-турецки), мог достичь высокого статуса. Охранники гарема и янычары (наиболее высокие должности) могли держать рабов, но особенно часто рабы занимали должности в политической элите. Большинство должностных лиц в Османском правительстве с XIV по XIX в. были завезены как рабы, воспитаны как свободные граждане и добились успеха как политики. Многие чиновники владели большим количеством рабов, однако самое большое количество рабов принадлежало султану. Воспитывая и специально обучая рабов в качестве должностных лиц в дворцовых школах, таких, как Эндерун, османы создали администраторов с глубоким знанием государственного устройства и фанатичной преданностью.
Османы практиковали девширме, своего рода «налог детьми» для немусульманского населения. Это были христианские мальчики с Балкан и из Анатолии, изъятые из своих семей, воспитанные как мусульмане, и зачисленные в самый известный филиал Капикулу, в янычары, специальный отряд османской армии, который стал решающей силой в османском вторжении в Европу. Большинство военачальников османских сил, имперских администраторов и де-факто правителей империи, таких как Паргалы Ибрагим-паша и Соколлу Мехмед-паша, были завербованы таким образом.

## XIX и XX века
Мощное движение аболиционистов в XIX веке в Великобритании и позднее в других западных странах повлияло на рабство в мусульманских землях. Хотя «положение рабов в мусульманском обществе было во многих отношениях лучше, чем в античности или в девятнадцатом веке в Америке», благодаря регулированию Шариатом, возможность для рабов получать образование и освобождаться от рабства означала необходимость в новых рабах, таким образом это становилось мощным стимулом для новой торговли людьми и их порабощения. Ужасающие масштабы страдания и гибели людей, вызванные процессами приобретения и транспортировки рабов в мусульманские земли, обратили на себя внимание европейских противников рабства. Давление европейских стран в конце концов преодолело сильное сопротивление религиозных консерваторов, которые утверждали: запрещать то, что Бог разрешает — это лишь преступный способ позволить то, что Бог запрещает. Рабство, в их глазах, было «санкционировано и регулировалось святым Законом». Хозяева даже заявляли о своей набожности и доброжелательности при сексуальной эксплуатации наложниц, не думая о том, что это является преступлением против человечности. Было, однако, много благочестивых мусульман, которые отказывались иметь рабов и убеждали других поступать так же. В конце концов были изданы и введены в действие законы Османской империи против эксплуатации рабов.
По словам Брокопа, в XIX веке «некоторые представители власти делали пустые заявления против рабовладельчества, утверждая, что это нарушает идеалы Корана — равенство и свободу. Крупные рынки рабов Каира в конце девятнадцатого века были закрыты, и даже консервативные переводчики Корана считали рабовладение далеким от исламских принципов справедливости и равенства».
Рабы ковровщицы, вырубщики сахарного тростника, погонщики верблюдов, сексуальные рабы существуют даже сегодня в некоторых мусульманских и немусульманских странах (хотя некоторые ставят под сомнение использование термина «рабство» в качестве точного описания данных случаев).
Согласно статье от марта 1886 года в The New York Times, Османская империя в конце 1800-х допустила процветание работорговли девочками, в то время как публично это отрицала. Девушки, сексуальные рабыни, проданные в Османской империи, были, в основном, из трех этнических групп: черкесски, сирийки и нубийки. Черкесских девушек американский журналист описывал как прекрасных и светлокожих. Их часто посылали черкесские правители как подарки османам. Они были самые дорогие, ценой до 500 турецких лир, и самые популярные среди турок. Следующими по популярности были сирийские девушки с «темными глазами и волосами» и светло-коричневой кожей. Их цена достигала тридцать лир. Они были описаны американским журналистом как имеющие «хорошие фигуры в молодости». Сирийские девушки продавались в прибрежных районах Анатолии. Журналист «Нью-Йорк таймс» заявил, что девушки из Нубии были самыми дешевыми и наименее популярными, ценой до 20 лир.
По словам Мюррей Гордона, в отличие от западных обществ, в которых были созданы общественные организации, выступавшие против рабства, в мусульманских обществах таких организаций не было. В своей политике мусульманское государство применяло исламское право, что расширяло легитимность трафика рабов.
В записках об Аравии, которую в 1862 году посетил английский путешественник Р.Г. Пэлгрейв, упоминается, что там он встретил большое количество чернокожих рабов. Последствия связей свободных людей с рабами проявлялись в численности потомства смешанной расы и в том, что представители этого потомства освобождались от рабства. Чарльз Доти около 25 лет спустя писал аналогичные отчеты.
По данным британского исследователя (и аболициониста) Сэмюэла Бейкера, который посетил Хартум в 1862 году, шесть десятилетий спустя англичане объявили работорговлю незаконной. Центр работорговли находился в Хартуме, это делало Хартум оживленным городом. Из Хартума рабы рейдеры нападали на африканские деревни с юга, грабя и уничтожая их, таким образом, чтобы «у оставшихся в живых жителей была сила сотрудничать с работорговцами во время следующей поездки в соседние деревни», и увозили захваченных женщин и молодых взрослых, чтобы продать на рынках рабов. В Ост-Индии, рабство не было обычной практикой вплоть до конца XIX века. В Сингапуре в 1891 году мусульманские рабовладельцы регулярно торговали китайскими рабами, девушек и женщин продавали на сожительство.

### XX век, запрет рабства
В Стамбуле открыто продавали чернокожих и черкесских женщин вплоть до принятия конституции в 1908 году.
На протяжении XIX и XX веков рабство постепенно становилось незаконным и запрещалось в мусульманских землях — благодаря давлению со стороны западных стран, таких как Великобритания и Франция, внутреннему давлению со стороны исламских аболиционистов, отменивших смертную казнь, и из-за влияния экономических процессов.
По договору Джидда (май 1927 (статья 7)), заключенному между британским правительством и Ибн Саудом (король Неджда и Хиджаза), было решено запретить работорговлю в Саудовской Аравии. Тогда по указу в 1936 года ввоз рабов в Саудовскую Аравию был запрещен, если не было доказано, что они уже были рабами до этого момента.
В 1953 году шейхи из Катара, которые посещали коронацию королевы Объединённого Королевства Елизаветы II, имели рабов в своих дружинах, и то же повторилось пять лет спустя. В 1962 году была запрещена вся практика рабства и работорговля в Саудовской Аравии.
К 1969 году можно было наблюдать, что большинство мусульманских государств отменили рабство, хотя оно существовало в пустынях Ирака, граничащих с Аравией, и по-прежнему процветало в Саудовской Аравии, Йемене и Омане. Рабство не было официально отменено в Йемене и Омане до следующего года. Последняя страна, которая официально отменила у себя рабовладение и работорговлю, это Исламская республика Мавритания в 1981 году.

## Рабство в мусульманском мире в конце XX и начале XXI века
Вопрос о рабстве в исламском мире в наше время является спорным. Критики утверждают, что нет веских доказательств его существования и разрушительных последствий. Другие утверждают, что рабство в центральных исламских землях практически вымерло, начиная с середины XX века, и что отчеты о Судане и Сомали, показывали практику рабства в приграничных районах в результате продолжения войны, а не как проявление исламской веры.
Бесспорным является существование рабовладения в Мавритании.